# Apollo (Tereszkewicz)
Apollo, nazwisko świeckie Tereszkewicz (zm. 8 stycznia?/20 stycznia 1817) – biskup Rosyjskiego Kościoła Prawosławnego pochodzenia ukraińskiego.

## Życiorys
Wykształcenie teologiczne uzyskał w Kijowskiej Akademii Duchownej. Po jej ukończeniu został wykładowcą seminarium duchownego w Nowogrodzie. W 1780 złożył wieczyste śluby mnisze.
Sześć lat później został przełożonym monasteru św. Aleksandra Oszewieńskiego z godnością igumena. W 1787 i 1788 pełnił obowiązki naczelnego kapelana floty rosyjskiej poza granicami kraju. W 1790 został rektorem seminarium duchownego w Archangielsku i przełożonym Monasteru Antoniewo-Sijskiego z godnością archimandryty. Po trzynastu latach został przeniesiony do monasteru Ikony Matki Bożej "Znak" w Kursku, również jako przełożony.
14 października 1813 miała miejsce jego chirotonia biskupia, po której objął katedrę słobodzko-ukraińską. Cztery lata później zmarł, przed śmiercią całkowicie stracił wzrok. Jego bogata biblioteka została przekazana seminarium duchownemu w Rostowie.